# Metapenaeus eboracensis
Metapenaeus eboracensis är en kräftdjursart som beskrevs av Dall 1957. Metapenaeus eboracensis ingår i släktet Metapenaeus och familjen Penaeidae. Inga underarter finns listade i Catalogue of Life.